# Ventura (álbum)
Ventura é o terceiro álbum da banda brasileira Los Hermanos, lançado em 2003.

## Histórico
O primeiro nome pensado para o álbum foi "Bonança". Foi pré-produzido no Sítio Remanso, em Petrópolis, entre 15 de outubro e 13 de dezembro de 2002. A MTV Brasil fez um documentário sobre os bastidores do álbum, que foi lançado em 2004 com o nome “Além Do Que Se Vê”. Em 2019, a banda colocou o documentário em seu canal no YouTube. O filme foi dirigido por Caito Mainier.
Foi o primeiro trabalho de uma banda a ser disponibilizado - de maneira ilegal - na internet antes de seu lançamento oficial.
Quando Ventura já estava pronto para ser entregue, a gravadora Abril Music abre falência em fins de 2002. Surgiram ofertas de selos independentes, como a Trama e a Deckdisc, porém, a banda aceitou a proposta da BMG, que comprou parte do catálogo e trouxe a banda como sua artista, além de bandas como Capital Inicial e Titãs.
O primeiro single do álbum foi a música "O Vencedor".

## Repercussão
Foi considerado pela Rolling Stone Brasil como o 68º maior disco brasileiro.
Em setembro de 2012, foi eleito pelo público da Rádio Eldorado FM, do portal Estadao.com e do Caderno C2+Música (estes dois últimos pertencentes ao jornal O Estado de S. Paulo) como o melhor disco brasileiro da história.
A Orquestra Petrobras Sinfônica (Opes) realiza o show Ventura Sinfônico, com o repertório deste álbum. Em dezembro de 2017, foi lançado em edição dupla que junta CD e DVD em embalagem de CD, o álbum Ventura Sinfônico, gravado em 7 de dezembro de 2016 no Teatro João Caetano.

## Faixas
1. "Samba a Dois" (Marcelo Camelo) – 3:17
2. "O Vencedor" (M. Camelo) – 3:20
3. "Tá Bom" (M. Camelo) – 2:18
4. "Último Romance" (Rodrigo Amarante) – 4:25
5. "Do Sétimo Andar" (R. Amarante) – 3:46
6. "A Outra" (M. Camelo) – 3:35
7. "Cara Estranho" (M. Camelo) – 3:25
8. "O Velho e o Moço" (R. Amarante) – 4:03
9. "Além do Que Se Vê" (M. Camelo) – 3:50
10. "O Pouco Que Sobrou" (M. Camelo) – 3:03
11. "Conversa de Botas Batidas" (M. Camelo) – 4:00
12. "Deixa o Verão" (R. Amarante) – 2:39
13. "Do Lado de Dentro" (M. Camelo) – 2:43
14. "Um Par" (R. Amarante) – 2:57
15. "De Onde Vem a Calma" (M. Camelo) – 4:10

## Créditos

### Los Hermanos
- Marcelo Camelo: voz e guitarra, baixo em "Deixa o Verão",  arranjo de metais
- Rodrigo Amarante: voz e guitarra, baixo em "Conversa de Botas Batidas", arranjo de metais
- Rodrigo Barba: bateria
- Bruno Medina: teclados e piano

### Músicos convidados
- Gabriel Bubu: baixo e guitarra
- Índio: sax barítono
- Mauro Zacharias: trombone
- Bubu: trompete
- Kassin; baixo em "De Onde Vem a Calma"
- Eduardo Morelenbaum: clarinete em "Deixa o Verão"
- Stephane San Juan: chocalho em "Do Lado de Dentro"

### Produção
- Kassin: produção
- Fabiano França: gravação e mixagem
- Carlos Freitas: masterização
- Estevão Casé, Daniel Carvalho: edição digital
- Simon Fuller: produção executiva